# Cibo Matto
Cibo Matto (с итал. — «сумасшедшая еда») — американская трип-хоп-группа, образованная Юкой Хондой и Михо Хатори в Нью-Йорке, в 1994 году. В их первом альбоме Viva! La Woman (1996) тексты песен были в основном посвящены еде. Для своего второго альбома Stereo Type A (1999) они расширили тематику и наняли Шона Леннона, Тимо Эллиса и Дума Лав.
Хонда и Хатори — японские экспатрианты. Их первый альбом был продан тиражом 40 000 копий в Японии, но имел больший успех в США, где было продано более 74 000 копий. Со временем число их поклонников в Японии росло, что привело к подписанию ими контракта с японским лейблом звукозаписи Commmons в 2014 году.
После почти десятилетнего перерыва Хонда и Хатори воссоединились в 2011 году, дав серию концертов и записав новый материал. Они выпустили свой третий и последний студийный альбом Hotel Valentine в 2014 году. Он достиг 168-го места в Billboard 200. Cibo Matto объявили о своем распаде в декабре 2017 года.

## Наследие
В популярной культуре
Название группы появляется в тексте песни «Hot Topic» группы Le Tigre.
Они также появляются во втором сезоне сериала «Баффи — истребительница вампиров», в эпизоде «Когда она была плохой», чтобы дать концерт в вымышленном ночном клубе Саннидейла, под названием Bronze.
Их песня «Birthday Cake» появляется в саундтреке к фильму Kids in the Hall: Brain Candy (1996).

## Дискография
Смотри статью «Дискография Cibo Matto» в англ. разделе.
- Viva! La Woman (1996)
- Stereo Type A (1999)
- Pom Pom: The Essential Cibo Matto (2007) — сборник
- Hotel Valentine (2014)